# Giulio Sabbi
Giulio Sabbi (ur. 10 sierpnia 1989 w Zagarolo) – włoski siatkarz, grający na pozycji atakującego, reprezentant Włoch. 

## Sukcesy klubowe
Superpuchar Włoch:
- 2014

Liga chińska:
- 2016, 2019
- 2023[5]

Puchar Bułgarii:
- 2023[6]

Liga bułgarska:
- 2023[7]

## Sukcesy reprezentacyjne
Memoriał Huberta Jerzego Wagnera:
- 2011

Mistrzostwa Europy:
- 2011[8]
- 2015

Igrzyska Śródziemnomorskie:
- 2013

Liga Światowa:
- 2013[9]

Puchar Wielkich Mistrzów:
- 2017
- 2013

Puchar Świata:
- 2015